# 牛心台街道
牛心台街道，是中华人民共和国辽宁省本溪市明山区下辖的一个乡镇级行政单位。

## 行政区划
牛心台街道下辖以下地区：
下牛社区、上牛社区、大楼社区、红脸社区、上牛村、下牛村和红脸村。